# Panquilma
Panquilma es una zona arqueológica ubicada en el distrito de Cieneguilla, en la ciudad de Lima, capital del Perú. Fue ocupada durante el siglo XIV y XVI. La zona arqueológica está definida en dos áreas: sector público y doméstico. Fue declarado Patrimonio Cultural de Nación, el 12 de noviembre de 1999, mediante Resolución Directoral Nacional N.º 729-INC.

## Ubicación
Está situado en un área de 30 hectáreas sobre la margen izquierdo del río Lurín en la Región Lima, provincia de Lima, Distrito de Cieneguilla.